# جورج بانی
جورج بانی (انگلیسی: George Bunny؛ ۱۳ ژوئیهٔ ۱۸۶۷ – ۱۶ آوریل ۱۹۵۲) یک هنرپیشه اهل ایالات متحده آمریکا بود. وی در شصت و شش فیلم بین سال‌های ۱۹۱۵ تا سال ۱۹۵۱ میلادی به ایفای نقش پرداخت. بانی در نیویورک واقع‌در ایالت نیویورک به دنیا آمد و در هالیوودِ کالیفرنیا بر اثر حمله قلبی درگذشت. او برادر بازیگر جان بانی بوده است.

## منتخب فیلم‌شناسی
- شاهزاده و گدا (۱۹۳۷)
- گریک بزرگ (۱۹۳۷)
- ماجراهای رابین‌هود (۱۹۳۸)